# Национальное движение за общество развития
Национальное движение за общество развития (фр. Mouvement National pour la Société de Développement) — политическая партия в Нигере.
Основана в 1989 году президентом Али Саибу, как единственная легальная партия в стране. Однако, уже к концу 1990 года, режим Саибу под давлением многочисленных выступлений профсоюзов и студентов ввёл многопартийную демократическую систему.
Национальное движение за общество развития являлась правящей партией президента Танджа Мамаду.
Партия запрещена 26 марта 2025 года 